# Faradaysches Paradoxon

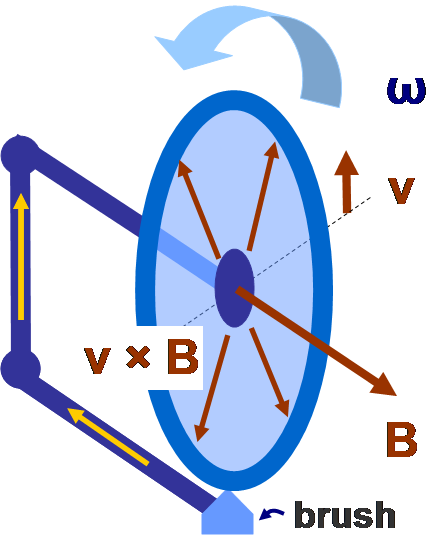
Bürste brush, statisches Magnetfeld B, Drehung ω, deren tangentiale Komponente v, Lorentzkraft v × B

Bei Drehung der Aluminiumscheibe lässt sich am Voltmeter eine Spannung abgreifen. Dreht man hingegen nur den Magneten, bleibt die Spannungsanzeige bei null. Dreht man gleichermaßen den Magneten und die Aluminiumscheibe, ist wiederum eine Spannung messbar.

Das Faradaysche Paradoxon ist ein Experiment, das erstmals von Michael Faraday beschrieben wurde und auf den ersten Blick als Widerspruch zu seinem Induktionsgesetz erscheint.
Die Versuchsanordnung besteht aus einem zylindrischen Permanentmagneten und einer benachbarten leitfähigen Scheibe, die beide auf einer Achse drehbar angeordnet sind. Die Symmetrieachse des Magneten und der Scheibe fallen mit der Drehachse zusammen, der Magnet hat seine Polarisation in Achsrichtung (d. h. die Pole liegen auf der Achse). An der Scheibe wird zwischen der Achse und ihrem Rand die elektrische Spannung gemessen; dazu werden an ihrer Außenseite und nahe der Achse Schleifkontakte angebracht.
Versetzt man die Scheibe in Drehung, während der Magnet ruht, so entsteht eine Spannung an den Klemmen. Diese kann durch die Lorentzkraft bzw. die Flussregel beschrieben werden (Unipolarinduktion). Die Klemmenspannung tritt auch auf, wenn die Scheibe und der Magnet mechanisch miteinander verbunden sind und gemeinsam bewegt werden.
Wird hingegen nur der Magnet bewegt, und ruht die Scheibe, tritt keine Klemmenspannung auf. Dies war für Faraday verblüffend, weil er annahm, dass es für die Entstehung der Spannung nur darauf ankommt, dass sich die Scheibe gegen den Magneten bewegt.
Tatsächlich ist aber das Magnetfeld des Dauermagneten von seiner Rotation (weitgehend) unabhängig. Es macht daher keinen Unterschied, ob er rotiert oder nicht. Hingegen wirkt (für einen ruhenden Beobachter) auf die Elektronen in der Scheibe die Lorentzkraft, sobald sie im Magnetfeld bewegt werden. Daher wird zwischen den ruhenden Schleifkontakten genau dann eine Spannung gemessen, wenn sich die Scheibe dreht.
Betrachtet man das Experiment nicht vom Standpunkt des ruhenden Beobachters, sondern als ein gemeinsam mit der Scheibe bewegter (um die Achse rotierender) Beobachter, so wird man zwischen der Mitte und dem Rand der Scheibe immer eine Spannung von Null messen; das Magnetfeld ist ja von einer etwaigen Rotation des Magneten unabhängig. Hingegen wird man im Stromkreis zwischen den (für diesen Beobachter) rotierenden Schleifkontakten eine Induktionsspannung feststellen, weil es sich bei diesem Stromkreis um einen im Magnetfeld rotierenden Leiter handelt.
Dieser nicht leicht zu verstehende Effekt führte immer wieder zu Missverständnissen und so zum Beispiel auch zu verschiedenen Versuchen, auf der Basis der Unipolarinduktion eine Art Perpetuum mobile, die sogenannte N-Maschine, zu bauen.